# スナッフ (バンド)
スナッフ（Snuff）はイギリスのパンク・ロックバンド。

## 概要
1986年、ロンドンで結成される。メジャーレーベルには所属せず、ファット・レック・コーズ（NOFXのファット・マイク）などのインディーズレーベルから作品をリリースし、現在まで息の長い活動を続けている。親日家として知られ、日本の楽曲を数多くカバーしており、日本語で唄っている楽曲まである。他にも各国の民謡やCMソングなど個性的な選曲のカバーを行っている。日本のPIZZA OF DEATH RECORDS（Hi-STANDARDの横山健が社長を務める）からアルバムをリリースした事もある。

## メンバー
- ダンカン・レッドモンズ
- ロズ・ウォン
- リー・バッツフォード
- デイヴ・レッドモンズ
- リー・マーフィー

## 作品

### アルバム
- Snuff Said（1989年）
- Flibbidydibbidydob（1990年）
- Reach（1992年）
- Demmamussabebonk （1996年）
- Potatoes and Melons at Wholesale Prices Straight From the Lockup（1997年）
- Tweet Tweet My Lovely（1998年）
- In the Fishtank（1999年）
- Numb Nuts（2000年）
- Disposable Income（2003年）
- Six of One, Half a Dozen of the Other: 1986-2002 (Double-CD Best Of)（2005年）
- BlahZsaMcBongBing（2010年）日本限定のカヴァーベスト

## カバーした日本の楽曲

### J-POP/歌謡曲
- 朝がまた来る（DREAMS COME TRUE）
- ガンダーラ（ゴダイゴ）　ライブ会場限定500枚ＥＰに収録
- ジェットジェネレーション（ギターウルフ）
- SWEET DAYS（BLANKEY JET CITY）
- 地上の星（中島みゆき）
- Tomorrow（岡本真夜）
- 真っ赤な太陽（美空ひばり）
- ランナー（爆風スランプ）
- 素敵なランデブー (美空ひばり)
- NIGHT OF FIRE (Dream)

### アニメソング/アニメBGM
- アンパンマンのマーチ（ドリーミング）
- にんげんっていいな（中島義実、ヤング・フレッシュ）
- Angel Attack（鷺巣詩郎）　新世紀エヴァンゲリオンBGM

### 童謡
- おさかな天国
- およげ!たいやきくん
- おべんとうばこのうた
- かたつむり
- だんご3兄弟
- めだかの学校

### その他
- 軍艦マーチ
- 阪神タイガースの歌（六甲おろし）
- 蛍の光　ライブ会場限定500枚ＥＰに収録

## カバーした海外の楽曲
- I Think We're Alone Now（Tommy James & the Shondells）
- Wanna Be（スパイス・ガールズ）
- Do Nothing（スペシャルズ）
- City Baby Attacked By Rats（GBH）
- Can't Explain（ザ・フー）
- Reach Out（フォー・トップス）
- Hazy Shade Of Winter（サイモン&ガーファンクル）
- Rockefella Skank（ファットボーイ・スリム）
- All Together Now（ザ・ファーム）
- Rivers of Babyron（The Melodians）
- Purple Haze（ジミ・ヘンドリックス）
- I Can See Clearly Now（ジミー・クリフ）
- You're Wondering Now（スペシャルズ）
- I Will Survive（グロリア・ゲイナー）
- (Standing In The) Shadows Of Love（フォー・トップス）
- I Try（メイシー・グレイ）
- ヨー・ホー〜パイレーツ・ライフ・フォー・ミー〜（ディズニー「カリブの海賊」）
- Whatever Happened To The Likely Lads  - イギリスの70年代コメディ番組のテーマソング
- On The Outside（No Use For A Name）